# Der Goldene Kompass (Spiel)
Der Goldene Kompass ist ein taktisches Laufspiel nach dem gleichnamigen Roman von Philip Pullman für 2 bis 4 Spielern von Inka und Markus Brand, erschienen 2007 bei Kosmos mit Illustrationen von Michael Menzel und einer Coverillustration von Dieter Weißmüller.
Die Spieler schlüpfen in die Rolle der zwölfjährigen Lyra, die sich auf den Weg von London in den hohen Norden macht, um den Zugang zu einer anderen Welt zu erreichen. Auf dem Weg sammeln die Spieler Erfahrungen in 4 Bereichen (Norden, Panzerbären, Hexen und Staub) um Begegnungen bestehen und neue Freunde gewinnen zu können. 

## Inhalt
- Spielplan
- 4 Spielfiguren aus Holz in den Farben blau, gelb, grün und rot
- 80 Lyra-Karten, je 20 in den Spielerfarben (6x 1, 8x 2 und 6x 3)
- 16 Pan-Karten
- 16 Erfahrungschips, je 4x Norden, Panzerbären, Hexen und Staub
- 4 Goldener Kompass-Tafeln
- 12 Begegnungskarten, je 3x I, II und III
- 12 Freundeskarten
- 1 Startspielerzeichen
- Spielanleitung (4 Seiten)

## Beschreibung
Jeder Spieler erhält sein Spielmaterial (Kompass, Erfahrungschips und Spielfigur) sowie eine Begegnungskarte I, 5 Lyrakarten seiner Farbe und eine Pan-Karte. Der jüngste Spieler erhält zu dem das Startspielerzeichen. Alle stellen ihre Spielfiguren entsprechend ihrer Reihenfolge auf die Felder 1 bis 4 von Oxford. Reihum spielen die Spieler mindestens eine Lyra- oder Pan-Karte aus um ihre Spielfigur um 1 bis 3 Felder vorwärts zu bewegen und sammeln dabei Erfahrungen ein. Gelangen sie auf ein Ortsfeld, stellen sie ihre Figur dort auf die nummerierten Felder und erhalten entweder Erfahrung (der Erste) oder Pan-Karten (die Zweiten bis Vierten). Haben sie bei ihrer Reise genügend Erfahrungen gesammelt um die Aufgabe der erhaltenen Begegnung zu erfüllen, geben sie diese ab, nehmen sich eine beliebige Freundeskarte und erhalten eine neue Begegnungskarte, bis sie je eine Karte I, II und III erfüllt haben. Anschließend setzt der nächste Spieler seine Reise fort bis alle in der Runde am Zug waren. Dann wechselt das Startspielerzeichen an den Spieler, der am Ende herumbummelt. Alle Spieler erhalten entsprechend ihrer Position neue Lyrakarten, der erste eine, der vierte vier, können sich dabei aber beliebige Farben nehmen. Dies ist von Bedeutung, wenn sie die Fens verlassen, denn ab da dürfen nur noch Karten der Farben der führenden Spieler eingesetzt werden. Wenn Rot führt, darf Grün also nur noch rote Karten spielen. Das Spiel endet, wenn der erste Spieler das Zielfeld erreicht hat, mindestens 3 Freunde gefunden und in allen Erfahrungen den Wert 3 erreicht hat. Konnte er dies nicht, so rückt er in jeder weiteren Runde einen Erfahrungschip um eins vor, bis er entweder das Soll erfüllt oder ein anderer Spieler das Ziel mit den geforderten Werten erreicht hat.

### Sonderregel für 2 Spieler
- Um das Spiel zu gewinnen muss eine weitere Begegnung der Stufe III erfüllt werden, zu Beginn der neuen Runde erhält der führende Spieler 2, der andere 4 Lyra-Karten

## Besonderes
- Auf der Spiel 2007 verteilte Kosmos Poster des Spielplans und warb mit einem riesigen Eisbär.
- Parallel erschien ebenfalls bei Kosmos Der Goldene Kompass - Das Spiel zum Film von Marco Maggi und Francesco Nepitello.
- 2008 veröffentlichte Kosmos für 2 Spieler das Spiel Der Goldene Kompass - Duell der Panzerbären von Peter Neugebauer und für 2 bis 4 Spieler das Spiel Der goldene Kompass - Lyras abenteuerliche Reise von Kirsten Becker und Jens-Peter Schliemann.

## Übersetzungen
- Finnisch: Kultainen kompassi (bei MarekToy)
- Griechisch: ΤΟ ΑΣΤΕΡΙ ΤΟΥ ΒΟΡΡΑ-ΒΙΒΛΙΟ (bei Kaissa)